# Bergtjärnarna (Åre socken, Jämtland)
Bergtjärnarna är en sjö i Åre kommun i Jämtland och ingår i Indalsälvens huvudavrinningsområde.